# Condado de Delaware (Oklahoma)
El condado de Delaware (en inglés: Delaware County), fundado en 1907 y que recibe su nombre de los indios delaware, es un condado del estado estadounidense de Oklahoma. En el año 2000 tenía una población de 31.077 habitantes con una densidad de población de 19 personas por km². La sede del condado es Jay.

## Geografía
Según la oficina del censo el condado tiene una superficie total de 2052 km² (792,3 mi²), de los que 1918 km² (740,5 mi²) son tierra y 134 km² (51,7 mi²) (6,52%) son agua.

### Condados adyacentes
- Condado de Ottawa - norte
- Condado de McDonald - noreste
- Condado de Benton - este
- Condado de Adair - sur
- Condado de Cherokee - sur
- Condado de Mayes - oeste
- Condado de Craig - noroeste

### Principales carreteras y autopistas
| - U.S. Autopista 59 - U.S. Autopista 60 - U.S. Autopista 412 | - Autopista estatal 10 - Autopista estatal 20 - Autopista estatal 25 - Autopista estatal 28 |

## Demografía
Según el censo del 2000 la renta per cápita media de los habitantes del condado era de 27.996 dólares y el ingreso medio de una familia era de 33.093 dólares. En el año 2000 los hombres tenían unos ingresos anuales 25.758 dólares frente a los 19.345 dólares que percibían las mujeres. El ingreso por habitante era de 15.424 dólares y alrededor de un 18,30% de la población estaba bajo el umbral de pobreza nacional.

## Ciudades y pueblos
| - Bernice - Brush Creek - Bull Hollow - Cayuga - Cleora - Cloud Creek - Colcord - Copeland - Dennis - Dodge - Dripping Springs - Flint Creek - Grove | - Jay - Kansas - Leach - New Eucha - Oaks - Old Eucha - Rocky Ford - Sycamore - Tagg Flats - Twin Oaks - West Siloam Springs - Zena |